# Todo modo
Todo modo – powieść sycylijskiego pisarza Leonardo Sciascii z 1974. Pierwsze polskie wydanie ukazało się w 1977 nakładem Czytelnika w tłumaczeniu Zofii Ernstowej. Okładkę do tego wydania zaprojektował Andrzej Heidrich.
Tytuł powieści wywodzi się z języka hiszpańskiego, a dokładnie z prac Ignacego Loyoli. Akcja rozgrywa się w pensjonacie-pustelni, prowadzonym przez księży katolickich dla wysoko postawionych osób z aparatu władzy świeckiej, duchownej i biznesu. Zjeżdżają tu politycy, prezesi firm, biskupi i inni. Pod pretekstem zajęć rekolekcyjnych dokonują faktycznego podziału władzy, stref wpływów i porachunków osobistych. Oprócz wątków sensacyjnych (następują morderstwa polityków podczas rekolekcji) autor nawiązuje także do dawnych dialogów filozoficznych. Szuka źródeł kryzysu cywilizacji zachodniej. Posługuje się ironią i metaforą, a także dokonuje głębokich refleksji na temat powiązań władzy z mafią i Kościołem, komercjalizacji kultury i nudy związanej z pozorną swobodą seksualną.